# Saba National Marine Park
Der Saba National Marine Park ist ein maritimer Nationalpark in der Karibik. Er umfasst die Gewässer um die Insel Saba, eine der besonderen Gemeinden der Niederlande. Der Park wurde im Jahr 1987 eingerichtet und erhielt 2010 den offiziellen Status als Nationalpark. Die Verwaltung erfolgt durch die Saba Conservation Foundation, die auch die Zuständigkeit für Sabas terrestrischen Nationalpark innehat.

## Geographie

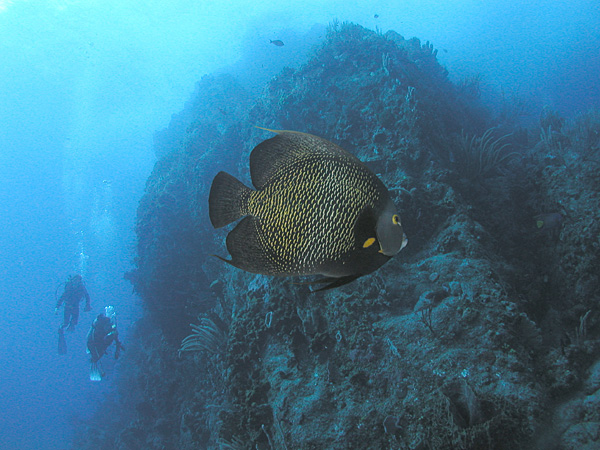
Taucher und Franzosen-Kaiserfisch in der Nähe des Diamond Rock

Der Saba National Marine Park besteht aus den Gewässern rund um Saba von der Hochwassermarke bis zu einer Tiefe von 60 Metern. Daraus ergibt sich eine Gesamtfläche von etwa 1300 Hektar.
Der Nationalpark ist in vier ausgewiesene Zonen eingeteilt, die sich je nach vorgesehener Nutzung unterscheiden. Etwa ein Drittel des Parkgebiets ist vorrangig als Tauchgebiet ausgewiesen. Der Park enthält einige ungewöhnliche, für Taucher interessante Felsformationen, darunter die bekannten The Pinnacles und Diamond Rock. Bei den sogenannten Pinnacles handelt es sich um eine vulkanische Struktur, die sich aus einer Tiefe von ca. 100 Metern bis auf 27 Meter unterhalb der Wasseroberfläche erstreckt und mit bunten Korallen bewachsen ist. Der Diamond Rock ist ein Fels vor der Westküste von Saba, der eine ähnliche Struktur besitzt wie die Pinnacles, jedoch die Wasseroberfläche durchbricht. Der aus dem Wasser ragende Teil ist mit einer Schicht Guano überzogen und wirkt aus der Ferne wie mit Schnee bedeckt.
In der Nähe der Ladder Bay existiert ein durch Lava entstandenes Labyrinth aus Gräben und Vorsprüngen. Direkt westlich des Hafens von Fort Bay befindet sich das sogenannte Tent Reef. Hierbei handelt es sich um eine ungewöhnliche geologische Struktur in Form eines breiten Felsvorsprungs, der in der Nähe der Küste nur vier Meter unterhalb des Meeresspiegels liegt, jedoch in Richtung Nordwesten steil abfällt.

## Flora und Fauna

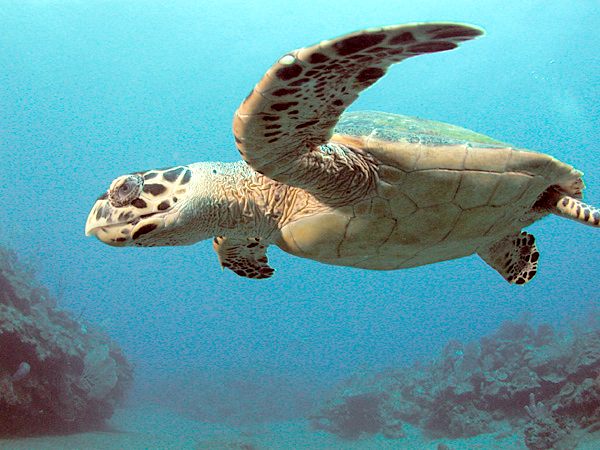
Echte Karettschildkröte vor Saba

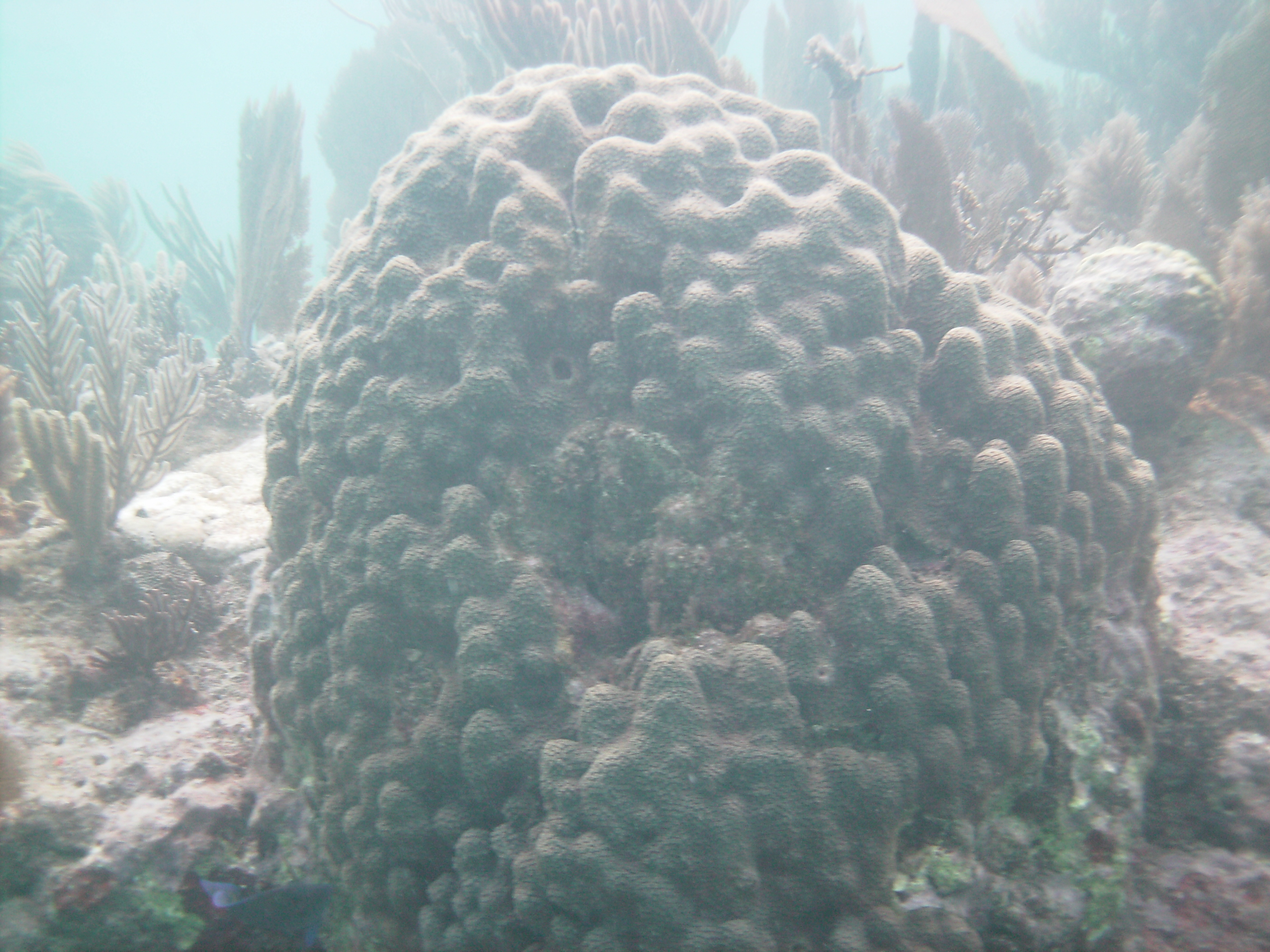
Korallen der Art Montastraea annularis, die häufigste Korallenart im Nationalpark

Die Gewässer des Nationalparks bieten verschiedene Lebensräume mit einer hohen Biodiversität. Hervorzuheben sind hier vor allem Sabas Korallenriffe, die unter anderem aus Korallen der Gattungen Montastraea, Agaricia, Colpophyllia und Diploria gebildet werden, von denen die Montastraea-Arten am zahlreichsten vertreten sind. Die Riffe sind die Heimat unzähliger Fischarten, darunter Sägebarsche, Drückerfische, Papageifische, Skorpionfische und Muränen. Neben Korallen und Fischen leben hier große Zahlen von Wirbellosen wie Schwämme, Seeigel, Krabben und Anemonen.
Ein weiterer signifikanter Lebensraum sind die an einigen Stellen des Meeresbodens vorkommenden Seegrasfelder, die vor allem durch die Arten Thalassia testudinum und Syringodium filiforme sowie tangbildende Grünalgen der Gattung Halimeda gebildet werden. Die Seegraswiesen sind für viele Fische bedeutend zur Eiablage und Aufzucht der Jungtiere.
Im offeneren Wasser können häufig Haie beobachtet werden. Die am häufigsten vorkommenden Arten sind der Karibische Riffhai, der Atlantische Ammenhai und der Kleine Schwarzspitzenhai. Gelegentlich werden auch Hammerhaie und Mantarochen gesichtet. Auch Sichtungen von Walhaien und durchziehender Buckelwale wurden bereits berichtet.
Im Saba National Marine Park leben außerdem zwei bedrohte Arten von Meeresschildkröten: Die Echte Karettschildkröte und die Grüne Meeresschildkröte.

## Tourismus
Der Nationalpark ist seit den 1980er-Jahren vor allem wegen seiner Korallenriffe ein beliebtes Ziel für Tauchtouristen. So werden jährlich ca. 20.000 Tauchgänge verzeichnet. Das Wasser vor der Insel ist angenehm warm (meist zwischen 26° und 28 °C) und klar. Die minimale Sichtweite unter Wasser wird mit 20 Metern angegeben. Der Ökotourismus spielt heute eine bedeutende Rolle für Sabas Wirtschaft.
Des Weiteren werden die Gewässer rund um Saba regelmäßig von Kreuzfahrtschiffen angefahren. Für kleinere Schiffe, insbesondere Yachten, wurde ein Netzwerk aus Bojen installiert, an denen die Schiffe festmachen können, ohne vor Anker gehen zu müssen. Dies geschieht zum Schutz der Korallenriffe und Seegraswiesen vor Beschädigungen.

## Verwaltung
Die Verwaltung des Nationalparks obliegt der Saba Conservation Foundation (kurz SCF), einer 1987 gegründeten Nichtregierungsorganisation mit Sitz in Fort Bay. Unter der Verwaltung der SCF ist der Saba National Marine Park einer der wenigen finanziell selbsttragenden Meeresparks der Welt, finanziert durch Eintrittsgebühren, Souvenirverkäufe und Spenden. Der Zugang zum Park ist für die Bewohner Sabas kostenlos, während Taucher und andere Touristen eine Gebühr entrichten müssen.
Durch die Parkverwaltung werden zwei Dekompressionskammern zur Verfügung gestellt, die im Falle von Tauchunfällen genutzt werden können.